# Юзеф Пєньонжек
Юзеф Пєньонжек (пол. Józef Pieniążek; 1 березня 1888, Пиховіце, Австрійська імперія — 25 травня 1953, Краків) — польський живописець, графік, педагог.

## Життєпис
Народився 1 березня 1888 року у передмісті Кракова — селі Пиховіце (нині — район в дільниці VIII Дембники м. Кракова); його батько, Пьотр, був фермером, а мати Юзефа — домогосподаркою. Навчався та закінчив гімназію у Подгожу. 
У 1908—1913 роках навчався на філософському факультеті Ягеллонського університету. Водночас у 1908—1912 роках навчався в Академії образотворчого мистецтва у Кракові в майстернях Юзефа Панькевича, Войцеха Вайса, Станіслава Дембіцького та Леона Вичулковського. Саме Леон Вичулковський справив на нього особливе враження. Пєньонжек навчався у нього тоді, коли Вичулковський був зачарований красою та історичною спадщиною Вавеля. Портфоліо літографій «Вавель» 1911—1912 років стало джерелом натхнення для молодого Пєньонжека. Але спілкування обох митців було не тривалим. 30 листопада 1911 року Вичулковський залишив професорську посаду та пішов на пенсію за станом здоров'я.
Пєньонжек також мандрував Європою, відвідавши Італію, Німеччину, Австрію та Чехію, а за деякими даними, також Британію. З цієї подорожі мало що збереглося («Вигляд Верони», 1918; «Вигляд Венеції», 1914); після цього він не повертався до цих тем. У 1912 році він склав іспит на професора середніх шкіл. Свою кар'єру розпочав учителем малювання в середній школі у Кракові (1912—1915). Під час першої світової війни Пєньонжек служив у 13-му піхотному полку. Від 10 жовтня 1915 року по 26 травня 1923 року викладав у Самбірській гімназії. У 1918 році під час візиту до Кракова він відновив знайомство з Вичулковським, який запросив Пєньонжека до своєї майстерні на вулиці Шлак у Кракові і протягом кількох тижнів терпляче знайомив його з таємницями графічного мистецтва. Незважаючи на різницю у віці, митці з часом здружилися, а професор залишався наставником Пєньонжека протягом його зрілої творчості. Вичулковський повторював: «Якби я був молодшим, я б заснував братство графіків, художників, етнографів, істориків мистецтва та письменників; Пов'язав би всіх чернечим правилом, кожному призначив би відповідне завдання, розіслав би по Польщі збирати те, що є гарне і цінне, а те, що втрачено, знищено часом, нашим невіглаством і марнотратством». Пєньонжек залишився вірним цьому посланню до останніх днів свого життя.
Учитель гімназії в Самборі привернув увагу свого начальства і у 1923—1939 роках викладав вже у VIII Державній гімназії імені короля Казимира Великого. Одним із його учнів був Збіґнєв Герберт, який згадував про нього так: «Майстер малювання, який панував у майстерні з бюстами богів, філософів та поетів — був відомий художник Юзеф Пєньонжек, зачарований Підгаллям, колега майстра Станіслава Батовського, який приходив до школи за учнями, які позували йому, між іншим для Редуту наймолодших. Оборона Львова 1918 р.». Ще одним учнем Пєньонжека був Юліуш Йоняк, живописець і графік, професор Академії красних мистецтв у Кракові.
Він залишався в постійному контакті з Вичулковським, переважно через листування. Пєньонжек допомагав йому в незначних справах, наприклад, виступаючи посередником з продажу творів майстра до наукового закладу імені Оссолінських (Оссолінеуму) у Львові. Час від часу вони разом їздили на екскурсії. Саме під час таких експедицій Пєньонжек збирав ескізи для своїх тонких, цінних документально графічних робіт. У 1933 році він організував ювілейну виставку Леона Вичулковського та був автором вступної статті до каталогу.
Митець також товаришував з Юзефом Осостовичем, батьком надзвичайно талановитого художника Станіслава Осостовича, та з Емілем Зеґадловічем. Належав до літературно-мистецького гуртка «Чартак», заснованого Емілем Зегадловичем 1922 року у Вадовицях. Свідоцтво інтимної близькості залишилося в «Книзі гостей і подій» Зеґадловича, яку проілюстрували колеги художника — Властиміл Гофман, Ян Гринковський, Збігнєв Пронашко та Стефан Жеховський. Знайомство також пов'язало його з Владиславом Орканом. Дотепер в горчанській віллі письменника висять роботи Пєньонжека, на яких зображені костел у Рабці та каплиця в Оркануві.
У 1925—1938 роках Пєньонжек активно брав участь у мистецькому житті, беручи участь у численних виставках, салонах та показах. Не цурався і благодійних акцій. Був активним учасником в Асоціації польських художників-графіків. У 1937 році був членом ревізійної комісії Товариства прихильників красних мистецтв у Львові, а у 1939 році він був нагороджений Лицарський хрестом ордена Відродження Польщі.
Під час радянської окупації Львова він продовжував викладати (тоді ще й математику). На той час VIII Державна гімназія імені короля Казимира Великого стала львівською середньою школою № 14 міського відділу народної освіти з польською мовою навчання. Юзеф Пєньонжек не полишав участі в мистецькому житті; він брав участь (точніше був вимушений) у виставках «Пластика Західної України» та «Графіка Західної України», організованих владою у 1940 році. Під час німецької окупації викладав малювання у Львівській художньо-промисловій школі (нім. Kunstgewerbeschule) з польською мовою викладання. Там він працював до 15 травня 1946 року, хоча з 2 жовтня 1944 року навчальний заклад був уже під радянським управлінням. Влітку 1946 року Пєньонжек виїхав зі Львова. Оселився у Кракові, де з 1947 року викладав у II державному ліцеї та гімназії імені Святого Яцка. Виїжджав на звільнені території, де малював переважно пам'ятки архітектури, зокрема Вроцлава та Клодзька. Спеціалізувався на графіці по міді (офорти, акватинти) на пейзажні та архітектурні теми. Опублікував декілька графічних портфоліо. Він також створив акварелі, що відображають народну культуру польських горян Підгалля, Спиша, Орави та Живєччини.
У 1923—1946 роках мешкав у Львові, спочатку на вул. Князів Острозьких, 6, пізніше — в будинку на вулиці Пісковій, 26.
Помер 25 травня 1953 року у Кракові. Художника поховали на новому Подгурському цвинтарі (секція IVb-12-17).

## Творчість
Творчість Юзефа Пєньонжека можна вважати стилістично однорідною. Перші роботи мало чим відрізняються від останніх. Художник рано отримав технічну майстерність, тому легше розділити його роботу географічно, ніж наполягати на хронологічному порядку.
Початок 1920-х років — це захоплення митця Краковом та його пам'ятками. Одними з перших композицій були, явно інспіровані творчістю Вичулковського, олійні зображення інтер'єрів монументальних храмів — Вавельської катедри та костелу Святої Марії. Пєньонжек пішов слідами свого майстра, художника, прив'язаного до місць та об'єктів національного культу. Проте швидко захопився технікою графіки. Його по праву вважали майстром аквафорту. Він створив серію вдалих графічних робіт, які в своїй тематиці не виходили за межі усталеного канону, можливо, за винятком подвір'я на Казимира. Він постійно повертався до теми Кракова. Офорт «Вавель на віддалі» (1951), одна з останніх робіт художника, є аналогом ранішої акварелі 1930-х років «Панорама Кракова з Вольського лісу». Він так і не вирішив присвятити місту своєї юності графічне портфоліо. Проте зі складанням портфоліо, присвяченого пам'яткам Сандомира, він не мав проблем. Він кілька разів відвідував одне з найкрасивіших польських міст, але вирішальними стали кілька тижнів, які він провів там улітку 1925 року. Він поїхав на пленер разом з Вичулковським. Насправді метою експедиції була Волинь, яку Вичулковський з теплотою згадував як «коридор України», але місто над Віслою зацікавило їх настільки, що вони змінили свої плани. Малювали панорами, церкви, ратушу, відвідали Баранув, Тарнобжег та Копшивницю. Пєньонжек згадував про цю подорож через роки. З цієї подорожі збереглися акварельні етюди, але врешті-решт митець обрав як засіб важкі металеві техніки. На обкладинці також є гравюра на дереві з виглядом ратуші у Сандомирі. «Сандомирське портфоліо» було видано 1926 року у Львові. З численних ескізів митець зрештою обрав десять тем, дев'ять видів Сандомира, доповнивши його видами абатства у Копшивниці.
Він чудово передав настрій і красу одного з найкрасивіших, найстаріших і колись найважливіших польських міст. Портфоліо автор штампував власноруч, про що не оминув підкреслити на титульній сторінці. Видання характеризується найвищою якістю відбитків, адже лише такі були додатково підписані художником олівцем та включені до комплектів. Портфоліо принесло Пєньонжеку визнання, хоча були критики, які відзначали його консерватизм.
Свої позиції він зміцнив у 1927 році, так зване кременецьке портфоліо (повна назва — «Кременець. Рідне місто Юліуша Словацького») опинилося у Львові. Портфоліо містило двадцять одну роботу в офорті та акватинті. Художник надрукував 90 примірників; всередині була додатково пронумерована титульна сторінка з його автографом, сторінка зі вступом Еміля Зеґадловича та сторінка зі списком дощок (двостороння, польською та французькою мовами). Перевагою була ретельно підготовлена палітурка з додатковою ламінованою графікою.
Віддавши шану поетові, Пєньонжек вирушив у лабіринт вулиць та дерев'яних будинків. У результаті виникла одна з найкрасивіших графічних пам'яток прикордоння. Без підсмоктування, без зайвих прикрас. Крива бруківка, порожні вулиці, діряві дахи, загрозливо похилені будинки, а над усім височіє гора Бони та вежі костелу знаменитого ліцею. У цих творах присутні велич, повага до минулого та меланхолія. Портфоліо також було важливим для міста — воно вивело із забуття напівзруйнований Кременець, а Пєньонжек привернув увагу польських художників до міста у 1930-х роках. Навіть тепер цей елемент творчості художника є відносно більш відомим. У 2010 році в музеї «Вісла», що у Казімежі-Дольному відбулася виставка «Мистецька колонія у Кременці над Іквою», де портфоліо було представлено в широкому загалу митців.
Кременецька графіка базувалася на ранніх малюнках та акварелях. З різних етапів творчості художника збереглися ескізи, часто уточнені, що становлять окремі композиції. Але не всі вони знайшли графічний фінал. Прикладом такої «необробленої» акварелі є роботи «Вонхоцьк. Цистерціанське абатство» (1925), «Пінчів. Дерев'яна забудова» (1938), «Панорама Пінчева» (1938) та інші.
Два портфоліо, видані у одне за другим, привернули увагу мистецького середовища до особи Пєньонжека. Інтимна графічна робота, створена під впливом Вичулковського, викликала інтерес критиків та колекціонерів. Пєньонжек почав частіше виставлятися, розширилося коло його мистецьких знайомств. Портфоліо швидко потрапили до музейних та бібліотечних колекцій. Художником та його творчістю зацікавилася преса. Ще одне з «міських» портфоліо Юзеф Пєньонжек зробив на замовлення. Бидгоське портфоліо, видане в 1929 році, було підготовлено на замовлення муніципалітету міста Бидгощ. Воно складалося з десяти графічних зображень — семи видів Бидгоща та по одному вигляду Остромецька, Кцині та Короново. Крім основних композицій, були й невеликі замальовки — дзвони, дзвіночки, скрині з приданим. Можна жартома припустити, що комісар не погодився включити до портфоліо три гравюри на торуньську тематику, зроблені раніше, у 1924—1926 роках.
Мало уваги художник приділив мальовничому Вільнюсу, популярному серед графіків у міжвоєнний період. Не зважаючи на значну кількість робіт, львівське портфоліо також не було створено. Достатньо було б завершити — у родинній колекції збереглися використані етюдники та акварелі. Гравюри «Вихід з вулиці Личаковської» (1945) та «Панорама Львова» (1945) — це як символічне прощання художника з містом, у якому пройшло майже все його зріле життя.
Окрім циклів, художник малював й поодинокі об'єкти, такі як:
- «Чорштинський замок» (1927; аквафорта);
- «Замок у Недзиці» (1928; аквафорта);
- «Беч. Будинок Катовських» (1936; аквафорта, акватинта).

Він інтегрував силуети замків в інші зображення. Так, замок у Недзиці можна побачити на тлі зображення циганського скрипаля (1920-ті роки), другу з дунаєцьких фортець зображено на портреті пастуха 1932 року.
На зламі 1920–1930-х років Пєньонжек зацікавився народною культурою. Він почав фіксувати пам'ятки старовинного вбрання, пам'ятки традиційного мистецтва та архітектури, часто показані на тлі ще чистого пейзажу. З професорською прискіпливістю він намагався сублімувати найцінніші об'єкти з поширених у його часи ресурсів архітектури та народної культури. З нагоди створено серію малюнків на тему дерев — ботанічних пам'яток природи, зокрема, «Дуб у Бухчицях» (1938; село у гміні Тухув Тарновського повіту Малопольського воєводства).
Пєньонжек цікавився пам'ятками дерев'яної архітектури, документуючи їх неповторну красу. Перші спроби він зробив одразу після закінчення першої світової війни. Пізніше він кілька разів повертався до цієї теми, закарбувавши:
- «Kостел Успіння Пресвятої Діви Марії у Волі Радзішовській» (1920-ті рр.; аквафорта, акватинта);
- «Оравка, костел святого Івана Хрестителя в первісному вигляді» (близько 1927; аквафорта);
- «Kостел Святої Трійці та святого Антонія абата в Лопушні» (1927; аквафорта);
- «Kостел святого Михаїла Архангела в Дембно Підхалянському», «Kостел святого Мартина в Клікушова» (обидва 1927; аквафорта, суха голка).
- «Kостел святого Антонія в Сеняві», «Kостел святої Анни в Новому Торгу» (обидва 1927; аквафорта, акватинта);
- «Kостел святого Івана Хрестителя в Коморовицях» (1928; акватинта);
- «Закопане. Старий костел на вулиці Косцеліській» (1928; аквафорта, суха голка).
- «Kостел святого Андрія Апостола в Луковиці» (1934; аквафорта);
- «Kостел святого Свєрада в Тропі» (1937; аквафорта).

Він думав про розміщення деяких гравюр у нереалізованих портфоліо Спиша, Орави та Підгалля. Він мав намір додати до них композицію «Кремпачі у Спіші» (1929, офорт), де на передньому плані розмістив зруби дерев'яних будинків та господарських будівель, а на задньому плані — контур церкви з дзвіницею. Імовірно, до портфоліо також мали увійти наступні композиції:
- «Капличка» (1920-ті рр.; аквафорта);
- «Придорожній хрест у Ласеку на Підгаллі» (близько 1927 р.; аквафорта)
- «Вечір у гірській хатині» (1927; аквафорта);
- «Свошовіце. Придорожній хрест» (кінець 1920-х років; аквафорта);
- «Страсті Христові» (1930-ті рр.; аквафорта).

Те, що раніше було звичним, тепер стало унікальним, наприклад, вертепи з костелу в Оравці. Під час своїх екскурсійних подорожей Пєньонжек багато працював над документуванням народного вбрання, зникаючих професій, зображення людей. Ґазда з Пшишова (останній кравець-декоратор Войцех Плата), повніші з Камениці, горяни з Вітова та Камениці є чудовими прикладами. Почало ширше цінуватися знання митця про народний костюм. Пєньонжек назвав великий набір акварелей та малюнків «Підтатранська земля в малюнках», хоча — всупереч назві — він задокументував пам'ятки від Живецького краю до Сондеччини. Деякі роботи відомі з фоторепродукцій, наприклад, «Святиня у Пекельнику в Ораві» або «Старий костел у Рабці», багато з них були втрачені, інші належать родині художника. Деякі із збережених композицій:
- «Яблунька в Ораві» (1928; акварель, розмита туш; на картині зображено типові дерев'яні будинки з так званими «вишками» (один поверх);
- «Оравка, присілок Студьонки» (1929; акварель; дзвіниця так звана «громовиця» (звук дзвону мав розігнати хмари), характерна для Підгалля та Орави);
- «Фігурки в садибі Моняків у Зубжиці» (1930-ті рр.; акварель, картон; своєрідна «Кунсткамера», зібрана в будинку сільського адміністратора (XVII століття);
- «Страсті Христові з кам'яниці в Горцях» (1933; олівець, папір);
- «Капличка святого Марка в Новому Сончі» (1937; акварель, картон; так звана шведська каплиця, збудована у 1771 році на честь вигнання шведів з міста у 1655 році)[30];
- «Капличка Матері Божої» (кінець 1930-х рр.; акварель);
- «Страсті Господні з Лібуші» (1939, акварель, картон).

Репродукції акварелей з цієї серії з'являлися 1929 року у різних друкованих виданнях або як книжкові ілюстрації, наприклад «Живєцький Валлас» включив у колись відому працю Юзефа Путека «Про розбійницькі замки, єретичні церкви та аушвіцький Єрусалим. Нариси з історії Сілезько-Польського прикордоння». Водночас «документальні» акварелі з широко трактованого Підгальського краю отримали негативні відгуки мистецтвознавців. Автора звинувачували в поспіху, нестаранності, засуджували «консервативний дилетантизм», вказували на більшу користь фотографії. Проте Юзефа Пєньонжека усе частіше визнавали як знавця дерев'яної архітектури та народного костюма.
У 1929 році він разом з професором Ягеллонського університету Владиславом Семковичем показав президенту Ігнацію Мосціцькому костел в Оравці. За документалістику отримав державну стипендію. У 1935 році він був членом конкурсного журі Фестивалю гірських країв у Закопаному під головуванням Валерія Гетеля, яке складалося з людей різних професій. Виступи горян на сцені оцінювали, окрім Пєньонжек, письменник Ян Віктор, художники Рафал Мальчевський, Ян Ґосеніца-Шостак, майор Броніслав Романишин та професорка Зофія Квасніцова, знавець народного танцю. Знайомство з Ґетелем, головою Комісії батьківщини, призвело до участі Пєньонжека в експедиції групи дослідників (зокрема Тадеуша Северина та Гелени Рой-Козловської), метою якої було створити письмову документацію про музику, пісні та обряди людей, що населяють широкий діапазон Карпат від Цешина до Гуцульщини.
Незважаючи на невдоволення, Пєньонжек вирішив видати 1937 року у Львові 40 барвистих композицій, що показують костюми та типи горян, пам'ятки архітектури, церковної та народної культури і мистецтва з Підгалля, Орави, Спіша, Живеччини, П'єнін і Сондеччини. Вичулковський підтримав його в його спробах опублікувати зібраний матеріал, написавши (15 листопада 1932 р.) у рекомендаційному листі: «Установа, яка фінансово підтримає реалізацію цього важливого видання, заслужить щиру вдячність історії польського мистецтва та Польська наука, тим більше, що ці пам'ятки старої польської культури вмирають і їх треба якомога швидше зберегти». Набір кольорових креслень класичного розміром фоліо було вміщено в ошатне портфоліо з гравюрою по дереву, виготовлене палітурною майстернею Романовського у Львові. Випущено 150 примірників, пронумерованих та підписаних автором, «в більш декоративному оформленні». Підгалля в картинах набуло несподіваної популярності. Елементи композиції Пєньонжек були включені в декорації та рекламні відбитки МС «Баторія», у календарі та на листівках. Автор присвятив видання Леону Вичулковському. «Він завжди заохочував Пєньонжека випустити портфоліо і давав поради. Він вважав себе першим передплатником і «хрещеним батьком» альбому. Він довго стискає руку автора. Пєньонжек притиснув руку майстра до своїх грудей і поцілував її. […] [Вичулковський] Він попрощався з усіма. Моє серце билося все рідше». Це не був порожній жест у бік Майстра, що проходив повз, — Пєньонжек був щиро зачарований ним. Звідси такий великий заряд емоцій у прекрасній композиції Леона Вичулковського в його майстерні в Кракові (1925). Це не єдине зображення професора, хоча Пєньонжек не захоплювався портретом. Однак він також створив образ художника Людомира Бенедиктовича (1926), недатований портрет Яна Матейка (можливо, митець передбачав його як частину нереалізованого краківського портфоліо) та вдалий автопортрет (з 1920-х років).
Зовсім іншими, жорсткими й помпезними були портрети діячів Польської республіки — Юзефа Пілсудського та Ігнація Мосціцького, виконані у 1930-х роках. Подібним статичним є портрет кардинала Адама Стефана Сапіги (1951). На портреті Ігнація Мосціцького на задньому плані зображено панораму Польщі від гір до моря. Пєньонжек показав країну крізь призму символічних елементів — дерев'яної дзвіниці та сільської хати, Чорштинського та Вавельського замків, Гнєзненського собору та Маріацького костелу в Гданську. Він додав вітрильник «Dar Pomorza», але відокремив промислові елементи — димові заводські труби та нафтові колодязі у Бориславі — уявною річкою. У митці прокинувся антрепренер. Пєньонжек замовив рекламну листівку, в якій сповіщалося, що він отримав особливу подяку від Цивільної канцелярії Президента за портрет Мосціцького і що він — відповідно до схвалення Міністерства релігійних справ і громадської просвіти — «придатний для державних залів», кабінетів державних та муніципальних керівників». Унікальне місце в творчості Пєньонжека займає твір «Jezu Ufam Tobie» 1944 року, представлений на конкурсі образу Ісуса Милосердного, організованому у 1940-х роках.
Після повернення до Кракова у 1947 році Пєньонжек вирушив у мистецьку подорож до відновлених територій; створюються останні твори з мейнстриму — офорти із зображенням пам'яток Клодзька. Пробував свої сили в стилі соцреалізму, але безрезультатно. Зображення шахтарів з шахти Дмитрова у Битомі (нині — копальня кам'яного вугілля «Центр» пол. kopalnia węgla kamiennego «Centrum») не вдалися. Він вже був важко хворий, але думав про портфоліо з пам'ятками Нижньої Сілезії та Помор'я. Про це він писав — за два тижні до смерті — у своїй заяві на стипендію, адресованій Головній управі закладів образотворчого мистецтва у Варшаві.

### Графічні портфоліо
- «Сандомир» (1926);
- «Кременець. Рідне місто Юліуша Словацького» (1927);
- «Старий Бидгощ» («Види Бидгоща») (1929);
- «Підгалля в світлинах: альбом» (1937).

### Інші твори
- «Вонхок» (1918; акварель, папір);
- «У тіні яблуні» (1918; олія на текстурі);
- «Вільнюс. Провулок з костелом святого Казимира» (1923; аквафорта, папір);
- «Костел св. Андрія з костелом св. Марії на задньому плані» (1924; аквафорта, акватинта, папір);
- «Торунь. Костел Святого Якуба» (1924; аквафорта, акватинта);
- «Портрет Юліуша Словацького» (1926; аквафорта, папір);
- «Кременець. Будинки при вул. Кладковій» (1926; аквафорта);
- «Кременець. Вулиця Широка» (1926; аквафорта, папір);
- «Кременець. Будинки при вул. Кладковій ІІ» (1926; аквафорта);
- «Кременець. Вулиця Кладкова» (1926; аквафорта, папір);
- «Кременець. Будинок заїжджого двору» (1926; аквафорта, папір);
- «Будинки при вул. А. де Бопре» (1926; аквафорта, папір);
- «Портрет Юліуша Словацького» (1927; аквафорта, папір);
- «Кременецький ліцей» (1927; аквафорта, папір);
- «Кременець. Вигляд на ліцей та гору Бони» (1927; аквафорта, папір);
- «Кременець» (1927; аквафорта, папір);
- «Фридман у Спишу» (1929; акварель, папір);
- «Різдвяна шопка» (1929; акварель, олівець, папір);
- «Кременець» (1929; аквафорта, папір);
- «Хижне» (1929; акварель, папір);
- «Свідник» (1933; акварель, папір);
- «Замок в Острозі» (1935; акварель, папір);
- «Вигляд замку Острозьких в Острозі» (1935; акварель, папір);
- «Гуральська хата в Мілувці» (1937);
- «Панорама Пінчова ІІ» (1938; акварель, олівець, картон);
- «Шидлов» (1938; акварель, папір);
- «Львівські дахи та купол Домініканського костелу» (вигляд з площі Стрілецької на будинки при вул. Скарбковській та Вірменській; 1941; олівець, картка для етюдника);
- «Єврейська дільниця у Львові» (1945; аквафорта, акватинта, папір);
- «Вроцлав» (1947; акварель, папір);
- «Береза» (1950-ті роки; аквафорта, акватинта);
- «Будяки» (1953; акварель, олівець, папір);
- «Човен на березі Балтійського моря» (олія, полотно);
- «Вигляд на Нісу» (акварель, папір);
- «Місто в Нижній Сілезії» (акварель, папір);
- «Вигляд на камальдульський монастир у Білянах» (гуаш, папір, наклеєний на картон);
- «Старий ґазда з Жеписька у Спиші»;
- «Каплиця Боїмів у Львові» (аквафорта, акватинта, папір);
- «Внутрішнє оздоблення дерев'яного костелу в Оравці» (олія, полотно наклеєне на картон).